# Capitale-Nationale
La región administrativa de la Capitale-Nationale (Capital Nacional) es, como indica su nombre, la región administrativa donde se encuentra la capital de Quebec, la Ciudad de Quebec. Esta región está dividida en 6 Municipios Regionales de Condado (MRC) y 67 municipios.

## Demografía
- Población: 675.450 (2007)
- Superficie: 18.639 km²
- Densidad: 35,8 hab./km²
- Tasa de natalidad: 8,7 ‰ (2005)
- Tasa de mortalidad: 7,6 ‰ (2005)

Fuente: Institut de la statistique du Québec

## Municipios regionales de condado
- Charlevoix, cuya capital es la ciudad de Baie-Saint-Paul.
- Charlevoix-Est, cuya capital es la ciudad de Clermont.
- La Côte-de-Beaupré, cuya capital es la ciudad de Château-Richer.
- La Jacques-Cartier, cuya capital es el municipio de Shannon.
- L'Île-d'Orléans, cuya capital es la parroquia de Sainte-Famille.
- Portneuf, cuya capital es la ciudad de Cap-Santé.